# Гіббс (Міссурі)
Гіббс (англ. Gibbs) — селище (англ. village) в США, в окрузі Адер штату Міссурі. Населення — 70 осіб (2020).

## Географія
Гіббс розташований за координатами 40°5′56″ пн. ш. 92°25′0″ зх. д. / 40.09889° пн. ш. 92.41667° зх. д. (40.099017, -92.416620).  За даними Бюро перепису населення США в 2010 році селище мало площу 0,64 км², уся площа — суходіл.

## Демографія
Згідно з переписом 2010 року, у селищі мешкало 107 осіб у 34 домогосподарствах у складі 26 родин. Густота населення становила 167 осіб/км².  Було 42 помешкання (66/км²).
Расовий склад населення:
| - 91,6 % — білих - 1,9 % — корінних американців - 1,9 % — чорних або афроамериканців |

До двох чи більше рас належало 4,7 %. Частка іспаномовних становила 0,9 % від усіх жителів.
За віковим діапазоном населення розподілялося таким чином: 38,3 % — особи молодші 18 років, 55,2 % — особи у віці 18—64 років, 6,5 % — особи у віці 65 років та старші. Медіана віку мешканця становила 29,8 року. На 100 осіб жіночої статі у селищі припадало 109,8 чоловіків;  на 100 жінок у віці від 18 років та старших — 106,2 чоловіків також старших 18 років.
Середній дохід на одне домашнє господарство  становив 39 281 долар США (медіана — 43 000), а середній дохід на одну сім'ю — 41 557 доларів (медіана — 43 000). Медіана доходів становила 41 250 доларів для чоловіків та 25 833 долари для жінок. За межею бідності перебувало 30,2 % осіб, у тому числі 39,1 % дітей у віці до 18 років та 7,7 % осіб у віці 65 років та старших.
Цивільне працевлаштоване населення становило 37 осіб. Основні галузі зайнятості: виробництво — 40,5 %, освіта, охорона здоров'я та соціальна допомога — 21,6 %, публічна адміністрація — 13,5 %, науковці, спеціалісти, менеджери — 10,8 %.